# انجیران (روستا)
انجیران، روستایی از توابع بخش خاوومیرآباد شهرستان مریوان در استان کردستان ایران است.

## جمعیت
این روستا در دهستان خاوومیرآباد قرار دارد و براساس سرشماری مرکز آمار ایران در سال ۱۳۸۵، جمعیت آن ۴۶۶ نفر (۱۰۱خانوار) بوده‌است.